# Szirtes János
Szirtes János (Budapest, 1954. december 8.–) Munkácsy Mihály-díjas képzőművész. A Moholy-Nagy Művészeti Egyetem egyetemi tanára. 1972-től számtalan performansz rendezője, résztvevője és megvalósítója. Munkássága rendkívül sok területet foglal magában, számos installáció alkotója, a pályája elején elsősorban akcióiról volt ismert.

## Tanulmányai, életpályája
1975-77-ig járt a Pozsonyi Képzőművészeti Főiskolára, ekkor vették fel a Magyar Képzőművészeti Főiskolára. Tagja volt az Indigo csoportnak, ahol Erdély Miklós volt a mestere. 1980-ban végzett sokszorosító grafika szakon. Már egyetemi évei alatt elhíresült akcióiról, de festészete, grafikai munkái is kiemelendőek. Performanszaiban gyakran működik közre feLugossy Lászlóval, az 1980-as években mindketten tagjai az Új Modern Akrobatika nevű performansz zenekarnak. A két művész egyik legkiemelkedőbb közös produktuma a 2001-es Tiszta lap című nagyjátékfilm.
Pályakezdését a Derkovits-ösztöndíj segítette. Az 1980-as évek végétől az Iparművészeti Főiskola oktatója, 2008-2010 között a Vizuális Kommunikáció Tanszék tanszékvezető egyetemi tanára, 2007 óta a Média Design Szak, majd Tanszék vezetője, az Országos Doktori Tanács tagja. 9 DLA hallgatója van, eddig egy hallgatója szerzett DLA fokozatot 2009-ben.

## Munkássága

### 1980-as évek
Az 1980-as években expresszív, ornamentikus gesztusképeket festett, képei színes, szövetszerű felületet kaptak, amelyre azután több, fekete-fehér jelekből álló réteg került. Korán az absztrakt felé fordult, de alkalmanként feltűntek munkái között figurális ábrázolások is, ezekre később így emlékszik vissza: „...Lehet valaki absztrakt festő úgy, hogy néha megjelennek nála motívumok, jelek. Egy figuratív festő pedig egyik percről a másikra félig absztrakt képeket festhet ... Teljesen lényegtelen, hogy mi a téma. Szerintem most a művészet arról szól, hogy az ember hogyan tud egy halott térbe életet varázsolni, és önmagát kifejezni benne.”Ez időben jelentek meg performanszaiban a rituális elemek, például maszkok, botok. Az archaikus ember ösztönszerű megnyilvánulásait kereste, középpontba helyezte a személyes mítoszt, a mágiát, és a kultikus cselekvést. Előadásainak nem csak rendezője és megvalósítója, hanem főszereplője is volt egy személyben, mert figurája remekül illik megteremtett világába. A performanszait rendszerint hanghatások kísérték, leginkább zajok, eksztatikus kvázi zene. A korszakra jellemző példa az Avanti című performance, ahol archaikus díszletek jelennek meg, bot, állati szőr, mint viselet. Maga az akció a rituális tánc és az agresszió legelemibb megnyilvánulása, az ütés együttes jelenlétét ábrázolja. Gyorsúszás című munkájában megjelenik a vér, az állati, ösztönszerű kiáltásokat hátborzongató hanghatásokkal tetézi. Ez a miliő Szirtes egész életművére jellemző.

### 1990-es évek
Az 1990-es évek elejétől finom textúrájú, kormozott képeket, "archaikus" emberi lenyomatokat festett. Képeinek nagy részét bekormozta, vagyis az ősi népek kultikus-mágikus anyagaihoz hasonlóan a tüzet, a füstöt és a kormot használta fel munkáiban. A korom performanszaiban is előkerült.
Az 1996-ban festett Fekvő fa sorozat közös formai jellemzője, technikai értelemben, hogy egy határozott felület vagy gesztus és egy elmosódó felület és forma együttes szerepeltetése történik minden képen. Gondosan megfestett, szinte "kristályszerkezetű" vegetációs  formák uralják a képmező első felületét. A látvány geometrikus, miközben amorf is. Szirtes esetében ezek a határok egyszerűen nem lényegesek. Ugyanaz a tartalmi és formai értéke minden egyes tárgyának, másfelől a leheletnyi elmozdulások, azok a nüánszok, amelyek a méret és hordozóanyag karakterének különbözőségéből adódik, teszik egyre gazdagabbá a variációs sort. Fekvő fa címmel performanszt is adott elő, ahol a háttérben két nő érzékien simogatja egymást, amíg az előtérben Szirtes egy öreg kerékpárt egy gumibottal ütlegel. Szembetűnő a hasonlóság a képeivel, ahol a kontraszt szintén az előtér és a háttér különböző érzelmi töltetében jelenik meg.

### 2000-es évek
Néhány munkáját kiemeljük a 2000-es évekből. 2006-ban Rembrandt parafrázisokat rendezett, amelyeknek rendhagyó módon nem volt szereplője. Rembrandt három alkotását, a Tékozló fiút, a Saskiát és a Potifart dolgozta fel. A szereplők élő szoborként merevedtek ki a festményeken látható módon, korhű ruhákban, a beállításokban csak esetenként történt bármiféle mozgás. A performansz sorozatról videó felvételek készültek, amelyeken először csak az eredeti képkivágás látható, de lassú, fokozatos távolodással a szereplők kontextusa is megjelenik, amelyek a rendező fantáziájának szüleményei. Az elképzelt környezet a kép eredeti témájától erősen eltér, szinte abszurd hatást kelt, a hozzátett szereplők máshonnan, a misztikum, a mágia világából valóak.
Prágában, a Vencel téren, 2007-ben egy forgalmas napon egy biciklit rögzített egy pad tetejére, és hosszú ideig ült rajta élő szoborként. Testét a környezetével piros madzagok kötötték össze, amitől a járókelők nem tudták megközelíteni. Ez a munka értelmezhető egy elbagatellizált modern lovas szobor felfogásnak, aminek humort és pátoszt egyaránt ad a kibogozhatatlan madzag-rengeteg.
2006-os Áldozat-engesztelés című munkája koherensen illeszkedik az életművébe, ugyanis újra hangsúlyt kap a misztikum, az archaikus ember szertartása. Ismét szereplővé válik a bot és a tűz.
Ezt a sort folytatja a 2007-ben bemutatott Kint, bent, fent, lent.... Szirtest lassan, szertartásosan egy szerkezet segítségével a feje tetejére állítják, miközben a belső szerveit jelképező véres húsok kifolynak a kötényéből. Újra naturális kifejezőerővel bír a vér, az élet rég elfeledett, legelemibb eseményeit láthatjuk, gondolhatunk vadászatra, akár olyanra, ahol az ember esik egy állat áldozatául. A szertartásosság, például a bot ütemes kopogása miatt az ősi népek emberáldozatai is eszünkbe juthatnak.
2009-ben a Pannon székház belső terében megjelenő szinte épületléptékű interaktív installációival az alkalmazott művészetben is megjelent.

### Stílusa
A magyar képzőművészetben a performance műfaj elindítójaként ismerik, 1972 óta több száz ilyen munkát mutatott be. Festészetét gesztusfestészetnek is nevezik, ezt többféleképpen lehet értelmezni. Egyfelől képein egy absztrakt forma, mint ösztönös gesztus szerepel, másfelől nála maga a képalkotás a gesztus, amit megörökít. 1996-ban írták róla:„A kortárs magyar képzőművészetben talán nincs még egy festő, akinek a képein ennyire evidens fontosságú lenne a festés folyamatának, mint akciónak a szerepe.” Saját alkotásait pedig így értékeli: 
...Jelen pillanatban azzal foglalkozom, hogy maga a gesztus, ami a festészetnek egyértelműen az egyik alappillére, mint performance is megjelenik az életemben. Tehát a gesztus, akár nevezhetjük gesztusfestészetnek is, ilyen értelemben maga a kép elkészítése, és számomra, ha nem is performance, de mindenféleképpen akció.
 Ilyen módon kapcsolódik össze munkásságában a festészet és a performance.
Egyik nagy kiállítása 2009-ben volt Január, február, itt a nyár! címmel. Az alkotások létrejöttében a számítógép által modellált Voronoi-diagram képek hatottak inspirációként, a művekben megnyilvánuló végeredmény pedig egyfajta generált festészeti programnak is tekinthető.

## Kiállításai (válogatás)[5]

### Egyéni
- 1981 • Kertészeti Egyetem, Budapest • Művelődési Központ, Gyöngyös
- 1982 • Rendez-Vous, Minimálzenei Fesztivál, Szkéné Színház, Budapest • Radics Béla emlékest, Bem Rakpart Klub, Budapest • Stúdió Galéria, Budapest • Bástya Galéria, Budapest • Vár Galéria, Sárvár • Szombathelyi Óvónőképző Főiskola Kollégiuma, Szombathely
- 1983 • Fiatal Művészek Klubja, Budapest
- 1985 • Liget Galéria, Budapest • Post-traditionelle Kunst, vier Maler aus Budapest, Mana Galerie, Bécs • Galerie Dienstag, Künstlerhaus, Stuttgart
- 1986 • Janus Pannonius Múzeum, Pécs • Bástya Galéria, Budapest
- 1987 • Rotor Galerie, Göteborg (S) • Atrium Hyatt • Stúdió Galéria, Budapest • Upplands Kunstmuseum (ef Zámbó Istvánnal, feLugossy Lászlóval), Uppsala
- 1988 • Francia Intézet, Budapest • Megyei Művelődési Központ, Szeged • Szombathelyi Képtár, Szombathely (katalógussal) • Moltkerei Werkstadt, Köln • Salamon-torony [Gémes Péterrel], Visegrád • Miskolci Galéria (ef Zámbó Istvánnal, feLugossy Lászlóval), Miskolc
- 1989 • Kongresszusi Központ, Budapest • Templom Galéria, Esztergom • Liget Galéria, Budapest
- 1990 • Városi Galéria [fe Lugossy Lászlóval], Vác • Magyar Intézet (feLugossy Lászlóval), Szófia • Fészek Galéria, Budapest • Der Galerie Künstler, Bielefeld (D)
- 1991 • Városi Kiállítóterem, Békéscsaba • Ifjúsági H. (feLugossy Lászlóval), Székesfehérvár • Xantus János Múzeum Képtára (feLugossy Lászlóval), Győr (katalógussal) • Stúdió erté Fesztivál (feLugossy Lászlóval), Érsekújvár • Installáció, Ludwig Forum, Aachen • Installáció, Moltkerei Werkstadt, Köln
- 1992 • Grenzenlos, Installáció és performance, Bethanien Haus, Berlin • Spicchi dell'Est G. [Záborszky Gáborral], Róma • Ernst Múzeum, Budapest (katalógussal)
- 1993 • Városi Képtár, Zalaegerszeg • Magyar Intézet, Helsinki • Art-Werpen, Antwerpen • A mátészalkai kórház pannóinak bemutatása, Ludwig Múzeum, Budapest
- 1994 • Tűzoltó u. 72., Budapest • Művészetek Háza, Veszprém • Görög templom (feLugossy Lászlóval), Vác
- 1995 • Vigadó Galéria, Budapest • Vox Kávéház • Egyestés kiállítás a Tiszalap c. performance installációs anyaga (feLugossy Lászlóval), Műcsarnok, Budapest
- 1996 • Bartók 32 Galéria, Budapest • Sziget '96, Hajógyári-sziget, Budapest • Home Galéria, Budapest • Nemzeti Színház [fe Lugossy Lászlóval], Miskolc • Világbank Budapesti Székháza, Budapest
- 1997 • Fészek Galéria, Budapest • G. la Etaj 3/4 Felateatrul National, Bukarest • Fekvő fa, fekvő kristály, Fővárosi Képtár, Budapest (kat.)
- 1998 • Várfok 14 Galéria, Budapest
- 1999 • XO Galéria, Budapest • Várfok Galéria, Budapest • XO Galéria, Budapest • Akademie Der Künste, Berlin (D) • Spicchi dell'est, Róma (I)
- 2000 • Várfok Galéria, Budapest • Szombathelyi Képtár, Szombathely
- 2001 • Várfok Galéria, Budapest • X. Teresa Arte Actuale, Mexikóváros (Mexikó) • Művészetek Háza, Bern
- 2002 • Várfok Galéria, Budapest • Portál Galéria, Budapest
- 2003 • XO Galéria, Budapest
- 2004 • Elhallgatott Holocaust –  Szégyen-titok, Műcsarnok, Budapest • Szégyen-titok, Sziget Fesztivál 2004, Budapest
- 2005 • Várfok Galéria, Budapest
- 2006 • Raiffeisen Galéria, Budapest • Fészek Galéria, Budapest
- 2008 • Vízivárosi Galéria, Budapest
- 2009 • XO Galéria, Budapest • Városi Képtár, Szentendre.

### Csoportos
- 1978 • A szén és a szénnel való rajzolás (Indigo csoport), Marczibányi Téri Ifjúsági Ház, Budapest
- 1979 • A homok és mozgásformái (Indigo), Magyar Optikai Művek (MOM) Kultúrház, Budapest • Súly (Indigo), MOM Kultúrház, Budapest • Hit [Indigo], MOM Kultúrház, Budapest • Kilépés művészeknek (Indigo), MOM Kultúrház, Budapest
- 1980 • Arborétum (Indigo), Kertészeti Egyetem, Budapest • Életrajz (Indigo), Fiatal Művészek Klubja, Budapest • Akvarell (Indigo), Bercsényi Kollégium, Budapest • Papír (Indigo), Csepeli Papírgyár kt., Budapest
- 1981 • Kemény és lágy (Indigo), Óbuda Galéria, Budapest • Legszebb Nyári Emlékeim (Indigo), Postás Kultúrház, Budapest
- 1982 • Makói Művésztelep, Makó • Asztal akció, (Indigo), Postás Kultúrház, Budapest
- 1983 • Az Indigo csoport kollektív festőakciója, Szépművészeti Múzeum, Budapest • Film/Művészet, Budapest Galéria, Budapest • Fátyol, Fészek Klub, Budapest • Az Indigo rajzműhelyének kiállítása, Szépművészeti Múzeum, Budapest • Csont és bőr, Vajda Lajos Stúdió Galéria, Szentendre • Makói Művésztelep, Makó • 3. B. der Europäischen Grafik, Alter Bahnhof, Baden-Baden (Németország) • Telefon-koncert, Bécs-Berlin-Budapest (Indigo), Artpool Stúdió, Budapest
- 1984 • Bak-Birkás-Molnár-Szirtes János, Pécsi Galéria, Pécs • Kép '84 II., Fészek Galéria, Budapest • 6. B. Européenne de la Gravure, Mulhose (Franciaország) • Indigo csoport kollektív festés-akciója, Postás Kultúrház, Budapest • Frissen festve, Ernst Múzeum, Budapest • Fiatal Magyar Művészek, Studio Szajna G., Varsó • Érem-tisztítás akció (Indigo), Belvárosi Ifjúsági Ház, Budapest • Unkarin Maalaustaidetta 1945-1985, Helsinki • 16. Grafikai Biennálé, Moderna G. Ljubljana (Szlovénia) • Contemporary Visual Art in Hungary, Third Eye Gallery, Glasgow (Egyesült Királyság)
- 1985 • Magyar festők három nemzedéke, Neue Galerie am Landesmuseum Joanneum, Graz (Ausztria) • Kortárs vizuális művészetek Magyarországon • 18 művész, Csók Képtár, Székesfehérvár • Eklektika '85, Magyar Nemzeti Galéria, Budapest
- 1986 • III. Országos Rajzbiennálé, Nógrádi Sándor Múzeum, Salgótarján • Grafikai Biennálé, Namur (B)
- 1987 • Upplands Kunstmuseum, Uppsala (S) • Nyolc Magyar Művész, Jeruzsálem • Új szenzibilitás IV., Pécsi Galéria, Pécs, Pécsi Kisgaléria • 19. Nemzetközi Biennálé, São Paulo (Brazília) • Rote Fabrik, Zürich (Svájc) • Fiatal szovjet és magyar művészek, Budapest-Moszkva (Szovjetunió)
- 1988 • Fiatal Magyar Művészek, Berlin • Rostock (Német Demokratikus Köztársaság) • Nyári Symposion, Pozsony (Csehszlovákia)
- 1989 • Szimmetria, Magyar Nemzeti Galéria, Budapest • Internationales Künstler Gremium, Museum Wiesbaden (D) • New Art of Hungary, Los Angeles (USA)
- 1990 • Triumpf 1., Charlottenborg, Koppenhága • Triumpf 2., Műcsarnok, Budapest • Resource Kunst/Erőforrások, Műcsarnok, Budapest • 13 magyar művész, G. Zacheta, Varsó • Stuart Lévy Gallery, New York (USA)
- 1991 • Metafora, Pécsi Galéria, Pécs • Tisztelet El Grecónak, Szépművészeti Múzeum, Budapest • Kortárs művészet. Válogatás a Ludwig Múzeum és a Magyar Nemzeti Galéria gyűjteményéből, Magyar Nemzeti Galéria, Budapest • Oszcilláció, Hatos bástya, Komárom • Műcsarnok, Budapest • Pentagonale-Plus, R. Demarco Gallery, Edinburgh (UK) • Zentripedal, Minoritenkirche, Krems-Stein (A) • Zászlók, Fészek Galéria, Budapest • Budapest! Contemporary Hungarian Art, Royal Hibernian Academy, Gallegher Gallery, Dublin (UK) • Modern Magyar Művészet, Seoul Art Center, Art Museum, Szöul (Dél-Korea)
- 1992 • Interrupted Dialogue • Revisions, Experimental Art Foundation, Adelaide, Inst. of Modern Art, Brisbane (AUS) • Ungarn Zeit Kunst, Bonn (vándorkiállítás) • Interferenzen VII., Museum Moderner Kunst, Liechtenstein Palota (A)  • Az idegen szép, Magyar Képzőművészeti Főiskola, Budapest • I. Kortárs Epigon, Liget Galéria, Budapest
- 1993 • Mi, "kelet-franciák". Magyar művészet 1981-89. A huszadik század magyar művészete, Csók Képtár, Székesfehérvár • Magyarország akkor és most, IMF Cultural Center, Washington (USA) • Magyar Ház, New York (USA) • Fővárosi Képtár, Budapest • Ungarn Zeit Kunst, Vigadó Galéria, Budapest • Polifónia, Budapest • Variációk a pop-artra – Fejezetek a magyar képzőművészetből, Ernst Múzeum, Budapest • Zentripedál, Pécsi Galéria, Pécs
- 1994 • Enigma, Xántus János Múzeum, Győr • Több mint tíz, Ludwig Múzeum, Budapest • 1980-as évek – Képzőművészet, Ernst Múzeum, Budapest
- 1995 • Dachau Kunstverein Ausstellung, Dachau (Németország) • Monászok, Görög templom, Vác • Szarajevó, Műcsarnok, Budapest • Coincidence, Kulturzentrum Ignis, Köln
- 1996 • VAM Design Galéria, Budapest • Budapesti Art Expo '96, Hungexpo • AICA konferencia kiállítás, Vigadó Galéria, Budapest • Natura-Naturans, Trieszt (I)
- 1997 • Tizenkét művész a Vajda Lajos Stúdióból, Vigadó Galéria, Budapest • Olaj/Vászon, Műcsarnok, Budapest • Áthidalás, Duna Múzeum, Esztergom – Mária-Valéria lakótelep, Párkány (katalógussal) • Gémes Péter emlékkiállítás, Dovin Galéria, Budapest • Hamvas Béla emlékkiállítás, Ferenczy Múzeum, Szentendre • A bor és a művészek, Francia Intézet, Budapest • Két galéria forradalmi találkozása, Kieselbach Galéria – Várfok 14 Galéria, Budapest
- 2000 • Dialógus. Festészet az ezredfordulón, Műcsarnok, Budapest • Porsche M5 – Audi Képviselet, Budapest • Innováció – Invenció – Intenció, Műcsarnok, Budapest • Dialógus – Festészet az ezredfordulón, Műcsarnok, Budapest • Művészetek Háza, Pécs • Gebauer Galéria, Pécs • Olaj – Vászon, Közép-európai vándorkiállítás • Zeitgenössische Kunst aus Ungarn, Fellbach (Németország) • Transzpozíciók, Budapest Galéria, Budapest • A kilencvenes évek magyar művészete, Városi Művészetek Háza, Győr • É.S. Tárlat, Vízivárosi Galéria, Budapest
- 2001 • Német-magyar kortárs kiállítás, Kassák Lajos Emlékmúzeum, Budapest • Nyári tárlat, MűvészetMalom, Szentendre • Művésztelepi jubileumi kiállítás, Szentendre • VAM Design Galéria, Budapest
- 2002 • Dialógus, Osztrák-magyar kortárs képzőművészeti kiállítás, Budapest Galéria, Budapest • Valós kép – nyílt tér, Hatvany Lajos Múzeum, Hatvan • Szentendrei Vajda Lajos Stúdió jubileumi kiállítása, Műcsarnok, Budapest • MAMÜ Galéria, Budapest • Fordítók Háza, Siófok • KunstMesse, Köln (Németország)
- 2003 • Vajda Lajos Stúdió, Szentendre • Kis Magyar Performance Fesztivál, Szentendre
- 2004 • Elhallgatott Holocaust, Műcsarnok, Budapest • Média-gyár – Mediafactory, Zsolnai Gyár, Pécs • Székesfehérvári Művészeti Hetek, Vajda Lajos Stúdió Kiállítása, MÉM. Bőrgyár, Székesfehérvár • Zöldmánia, Várfok Galéria, Budapest • Le Lieu Művészeti Centrum, Quebec (Kanada) • Reflexió, XO Galéria – Kieselbach Galéria, Budapest • Rajz, Művészetmalom, Szentendre
- 2005 • Áldozat – Engesztelés, Zsidó Múzeum, Budapest.
- 2006 • Re:mbrandt – Kortárs magyar művészek válaszolnak, Szépművészeti Múzeum, Budapest • Hommage á Mulasics László, XO Galéria, Budapest • Kis Magyar Performance Fesztivál, Szentendre
- 2007 • Nyílt tér, Mezőszemerei Művésztelep kiállítása, Eger
- 2008 • Nyílt tér, Mezőszemerei Művésztelep kiállítása, Székesfehérvár • Minden mozi! Válogatás a Ludwig Múzeum – Kortárs Művészeti Múzeum film- és videógyűjteményéből, Budapest • Kép a képben, XO Galéria, Budapest • Jégkocka, Várfok Galéria, Budapest • Űrkollázs, Művészet Malom, Szentendre • A második generáció, 2B Galéria, Budapest • Testvériség, Szlovák Intézet, Budapest • Testvériség (Nagy család), NextArt Galéria, Budapest
- 2009 • Akt, csajok, Várfok Galéria, Budapest • Hommage á El Kazovszkij, XO Galéria, Budapest • Nyílt tér, Kis Zsinagóga Egri Kortárs Galéria, Eger • Affinitás, Szentendre • Negatív dia, Szentendre
- 2010 • Art Blokk Galéria, Corvin Bevásárlóközpont, Budapest • Art Fair, Műcsarnok, Budapest • Szentendre a Gödörben, Budapest • Nézhető-nézhetetlen, Művészet Malom, Szentendre • Nyílt tér, Kis Zsinagóga Kortárs Galéria, Eger • Friss levegő, Miskolci Galéria, Miskolc • Hommage á Puskás Öcsi, Boscolo New York Palace, Home Galéria, Budapest • Crescendo, XO Galéria, Budapest • Papíron, Várfok Galéria, Budapest • Paradogma, XO Galéria, Budapest
- 2011 • Art Market 2011, Budapest • Szentendre a Gödörben, Gödör Klub, Budapest • Vasgyári művésztelep, Missionart Galéria, Miskolc • Rozsda, Várfok Galéria • Factory Festival, Vasgyár, Miskolc • Próbaüzem, Várfok Galéria.

## Társasági tagság (válogatás)
- Indigo csoport tagja (1978-1984);
- A Fiatal Képzőművészek Stúdiója Egyesületének tagja (1980-);
- Az Internationales Künstler Gremium és a Szentendrei Grafikai Csoport tagja (1988-);
- A szentendrei Vajda Lajos Kulturális Egyesület tagja.

## Díjak, elismerések (válogatás)
- Kondor Béla-díj (1982, Magyar Képzőművészeti Főiskola)
- Munkácsy Mihály-díj (1990)
- Széchenyi professzori ösztöndíj (1999)
- Széchenyi István ösztöndíj (2003)
- A Magyar Köztársasági Érdemrend tisztikeresztje (2009)